# Maria Nicklisch
Maria Nicklisch (* 26. Januar 1904 in Luckenwalde; † 20. November 1995 in München) war eine deutsche Schauspielerin.

## Leben
Sie erhielt Schauspielunterricht bei Maria Moissi und Leontine Sagan und begann ihre Karriere 1934 am Staatsschauspiel in München. 1935 kam sie zu den Münchner Kammerspielen, denen sie von einigen Gastspielen abgesehen sechs Jahrzehnte lang treu blieb.
In dieser langen Zeit sah man die Künstlerin an den Kammerspielen in allen denkbaren Rollen von der jugendlichen Heldin bis zur alten Dame. Sie verkörperte unter anderem Cressida in Troilus und Cressida (1936), Susanne in Der tolle Tag oder Figaros Hochzeit (1937), Ophelia in Hamlet (1939), Polly in Die Dreigroschenoper (1949), Katharina in Der Widerspenstigen Zähmung (1952), Abigail in Hexenjagd (1954), Amanda in George Bernhard Shaws Der Kaiser von Amerika (1957), Ranewskaja in Der Kirschgarten (1962), Arkadina in Die Möwe (1966), Alice in Friedrich Dürrenmatts Play Strindberg (1969) und die Hexe in Faust (1987). Einen ihrer größten Erfolge feierte sie 1978 als Fonsia in Donald L. Coburns Gin-Rommé mit Peter Lühr.
Maria Nicklisch war von 1930 bis 1940 mit Hans Schweikart verheiratet. In Filmen hatte sie nur wenige Auftritte. Mit dem Bayerischen Verdienstorden war sie 1961 ausgezeichnet worden. 1985 erhielt sie den Kulturellen Ehrenpreis der Landeshauptstadt München, im Dezember 1992 das Verdienstkreuz 1. Klasse der Bundesrepublik Deutschland. Sie war Mitglied der Bayerischen Akademie der Schönen Künste.
Ihre Urne wurde auf dem Bogenhausener Friedhof in München beigesetzt (Grab Urnenmauer-1-1), ohne Namen, nur ein Kreuz an der Deckplatte.

## Filmografie
- 1939: Salonwagen E 417
- 1939: Kitty und die Weltkonferenz
- 1941: Der siebente Junge
- 1941: Kameraden
- 1967: Liebe für Liebe
- 1988: Faust – Vom Himmel durch die Welt zur Hölle
- 1989: Onkel Wanja